# Федак Владислав В'ячеславович
Владислав В'ячеславович Федак (нар. 30 травня 1997, Харків, Україна) — український футболіст, що виступає на позиції воротаря.

## Життєпис
Вихованець «Металіста». З 2015 по 2016 рік виступав за харківський клуб у юнацькому чемпіонаті України U-19, в якому провів 5 матчів. У 2016 році виступав у чемпіонаті Харківської області за УФК з обласного центру. Того ж року приєднався до новоствореного «Металіста 1925», з яким виграв срібні нагороди аматорського чемпіонату України (зіграв 12 матчів) та виборов путівку до Другої ліги. На професіональному рівні дебютував 15 липня 2017 року в програному (0:1) виїзному поєдинку 1-го туру Другої ліги проти СК «Дніпро-1». Владислав вийшов на поле у стартовому складі та відіграв увесь матч. Сезон 2017/18 років розпочав як основний воротар, проте вже незабаром втратив своє місце в стартовому складі. Того сезону зіграв 3 поєдинки та пропустив 4 м'ячі, а «Металіст 1925» завоював бронзові нагороди чемпіонату та отримав путівку до Першої ліги. На початку сезону 2018/19 років потрапив до заявки на 1 матч Першої ліги, на поле ж у складі харків'ян в офіційних матчах не виходив. У середині березня 2019 року отримав статус вільного агента.
А вже наприкінці березня того ж року підписав 1,5-річний контракт з «Вересом». Навесні 2019 року потрапив до заявки рівненського клубу на 2 матчі Другої ліги, проте в жодному з них на поле не вийшов. У середині серпня 2019 року залишив «Верес» вільним агентом.
На початку вересня 2019 року повернувся до «Металіста 1925». 20 січня 2020 року покинув харківський клуб.

## Досягнення
«Металіст 1925»
- Друга ліга України
  -  Бронзовий призер (1): 2017/18

- Чемпіонату України серед аматорів
  -  Срібний призер (1): 2016/17